# République pour les États-Unis d'Amérique
La République pour les États-Unis d'Amérique (en anglais : Republic for the united States of America, RuSA) est une micronation souverainiste américaine fondée en 2010, dont les membres considèrent qu'ils assurent par intérim la vacance du pouvoir des États-Unis, vacance datant selon eux de 1871, le gouvernement des États-Unis actuellement en place n'étant selon leur analyse qu'une émanation d'une société capitalistique de droit privé. La RusA, empêtrée dans des problèmes judiciaires disparaît quelques années avant de se reformer en 2015.   

## Organisation
Le mouvement a élu un sénat et un président, nommé des ambassadeurs et un « gouvernement de l'ombre » se tenant prêt à intervenir dès que l'actuel gouvernement américain, dont il conteste la légitimité, tombera ; il reconnait la common law, par contre il estime que le permis de conduire n'est pas nécessaire, et que le paiement des impôts est facultatif, il délivre des cartes d'identité pour remplacer le permis de conduire qui en tient lieu aux États-Unis.
Ses membres s'estiment victimes d'un complot de la part du gouvernement américain, qui les aurait privés de leur fortune en 1933 en abandonnant l'étalon-or au profit de la monnaie scripturale. De plus ce gouvernement aurait dépossédé les citoyens de leur véritable identité et aurait transformé chacun d'entre eux en sociétés pourvoyeuses de taxes, la preuve étant que les noms de famille figurant dans les actes d'état-civil et les documents officiels sont désormais en lettres majuscules
Initialement, ce mouvement n'est pas pris au sérieux,.

## Première gouvernance (2010-2013)
Le président auto-proclamé de cette micronation, Tim Turner, est inculpé en 2012 puis condamné en 2013 pour pratique et incitation à la fraude fiscale, tentative de paiement de taxes avec des instruments financiers fictifs. D'autres membres du mouvement ont été jugés pour « complot visant à frauder les États-Unis », évasion fiscale, ou de nombreux autres motifs d'inculpation et le mouvement a été qualifié en 2012 par le FBI de « mouvement terroriste intérieur ». Parmi les membres du groupe, John McGowan, animateur de télévision publique, ancien candidat à la mairie de Danbury (Connecticut) et "sénateur" du groupe RuSA, est reconnu coupable d'agression sexuelle au premier degré sur une femme et condamné à quatre ans de prison. La victime l'a décrit comme un "monstre" pendant le procès.

## Nouvelle présidence (depuis 2015)
En 2015, toujours avec les mêmes thèmes, basé sur des théories du complot, mais avec un nouveau siège et un nouveau président, James Buchanan Geiger, RuSA revient avec une nouvelle déclaration d'indépendance. Ils se considèrent comme un "gouvernement de l'ombre", prétendant diriger les États-Unis.